# Karla Andělová-Weisová
Karla Andělová-Weisová (Geburtsname Karla Andělová, auch Karla Andelova-Weiss, Karla Weisová; * 1908 im Königreich Böhmen, Österreich-Ungarn; † 27. Juni 1984 in Kalifornien, USA) war eine tschechische Schneiderin, die von der Gedenkstätte Yad Vashem als Gerechte unter den Völkern geehrt wurde.

## Leben
Karla Andělová wurde zur Schneiderin ausgebildet. Sie war katholischen Glaubens. In Prag eröffnete Andělová einen Schneiderei-Salon. Mitte der 1930er Jahre lernte sie den Witwer Ferdinand Weiss kennen, der ein orthopädisches Schuhgeschäft führte. Weiss war jüdischer Herkunft und stammte aus Transkarpatien. Im Laufe der Jahre wurden sie enge Freunde. Sie unternahmen gemeinsam Reisen in Begleitung von Weiss’ jüdischen Freunden.
Nach dem Einmarsch der deutschen Wehrmacht in die Tschecho-Slowakische Republik am 15. März 1939 und der nachfolgenden Eingliederung in den NS-Staat musste Weiss sein Geschäft aufgeben, weil er Jude war. Andělová stellte ihn in ihrem Salon an. Karla Andělová und Ferdinand Weiss schlossen sich dem Widerstand gegen die Nationalsozialisten an. Wenn sie unterwegs waren, wurde ihre Wohnung für das Schreiben und Kopieren von Anti-Nazi-Materialien benutzt. Andělová bewahrte zudem in ihrer Wohnung das Eigentum deportierter Juden auf. In ihrem Keller versteckte sie mit der Zeit 200 Juden. Ein Bekannter Karlas verriet sie aus Eifersucht an die Nazis. Eines Tages brach die Gestapo in die Wohnung ein und verhaftete Karla Andělová und Ferdinand Weiss. Andělová überzeugte während der Untersuchungshaft Ferdinand, alle Schuld auf sie zu schieben. Sie gingen davon aus, dass Andělová als Nicht-Jüdin von den Nationalsozialisten weniger hart bestraft werden würde als Weiss als Jude. Weiss stimmte zu, stritt jede Beteiligung ab und wurde aus der Haft entlassen. Andělová wurde gefoltert, um Informationen über ihre Widerstandstätigkeit preiszugeben. Dabei wurde ihre Hüfte so ausgerenkt, dass sie für den Rest ihres Lebens humpelte. Schließlich wurde Andělová zu dreieinhalb Jahren Haft verurteilt. Sie verbrachte neun Monate im Prager Gefängnis Pankrác. Danach wurde Andělová in Gefängnisse in Dresden und Waldheim gebracht. Nach Verbüßung ihrer Haftstrafe ließ die Gestapo Andělová jedoch nicht frei. Sie wurde in das Gestapo-Gefängnis Kleine Festung in Theresienstadt gebracht. Von dort wurde Andělová in das Frauenkonzentrationslager Ravensbrück transportiert. Hier traf Karla Andělová einen kleinen jüdischen Jungen, dessen Eltern im Lager gestorben waren. Sie nahm ihn unter ihre schützenden Flügel, kümmerte sich um ihn und versorgte ihn mit Essen. Andělová hatte im KZ jüdische Frauen getroffen, denen sie in Prag geholfen hatte. Von ihnen erhielt sie wegen ihrer Hilfsbereitschaft den Spitznamen „Andělka“ (deutsch Engel). Im April 1945 wurde das KZ Ravensbrück von sowjetischen Truppen befreit. Einige Zeit später wurde Andělová von den sowjetischen Besatzungsbehörden freigelassen.
Nach Kriegsende nahm Andělová den Jungen mit nach Prag. Ferdinand Weiss fand Karla Andělovás Namen auf einer Liste von Überlebenden in der Zeitung und sie sahen sich in Prag wieder. Er war Ende 1941 in das KZ Theresienstadt gebracht worden. Danach war er noch in mehreren anderen KZ und wurde am 6. Mai 1945 in Friedland befreit.
Karla Andělová und Ferdinand Weiss heirateten 1945 und wanderten später nach Israel aus. Dort wurde ihre gemeinsame Tochter Libushe geboren. Später wanderten sie in die USA aus. Karla Andělová-Weisová starb in einem Pflegeheim in Kalifornien.

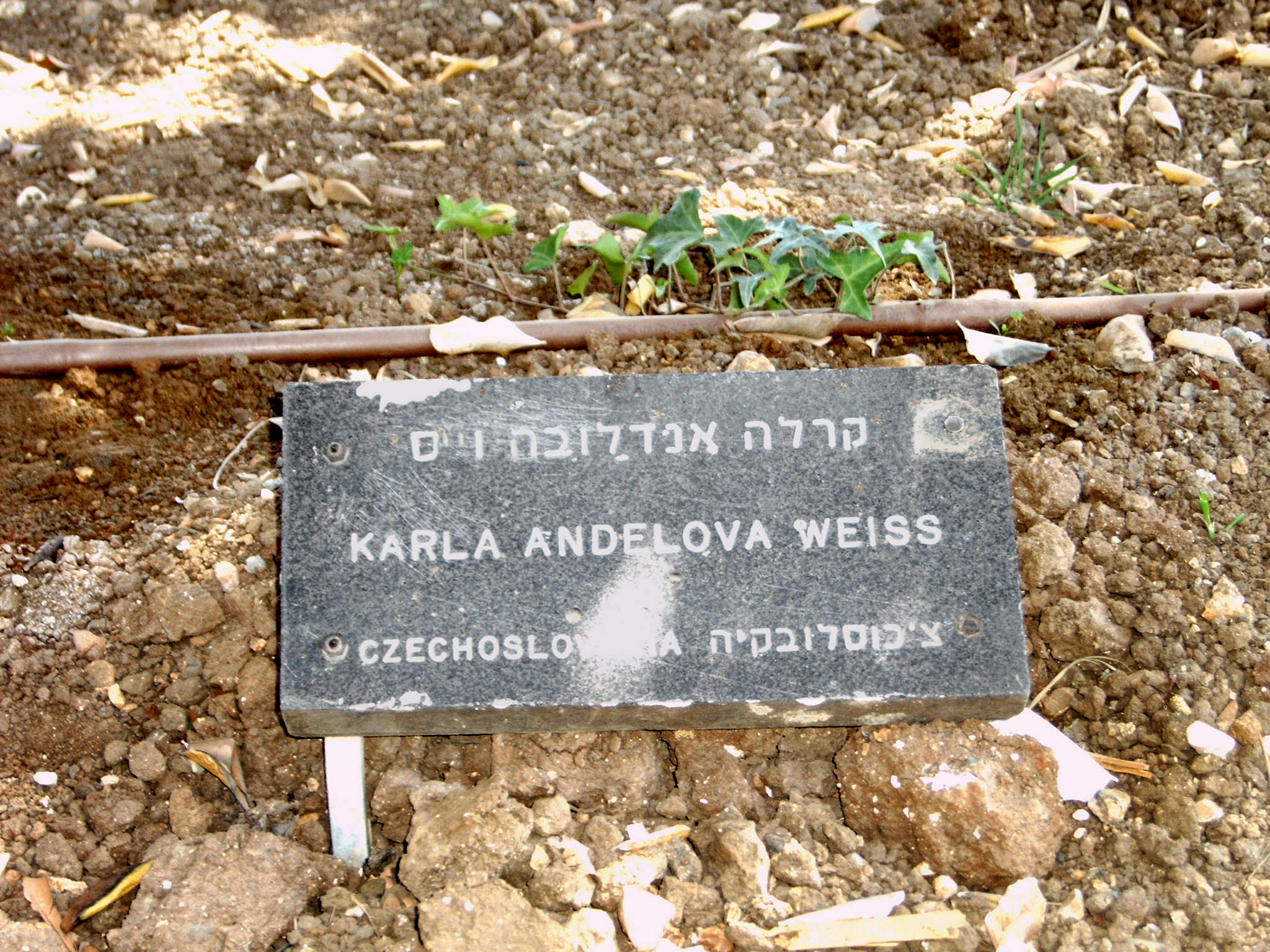
Gedenktafel für Karla Andělová-Weisová in Yad Vashem

Am 30. Mai 1978 wurde Karla Andělová-Weisová von der Gedenkstätte der Märtyrer und Helden des Staates Israel im Holocaust Yad Vashem als Gerechte unter den Völkern geehrt, ein Ehrentitel für nichtjüdische Einzelpersonen, die unter nationalsozialistischer Herrschaft während des Zweiten Weltkriegs ihr Leben einsetzten, um Juden vor der Ermordung zu retten. Ihr zu Ehren wurde in der Allee der Gerechten unter den Völkern ein Baum gepflanzt.